# Farm Hall

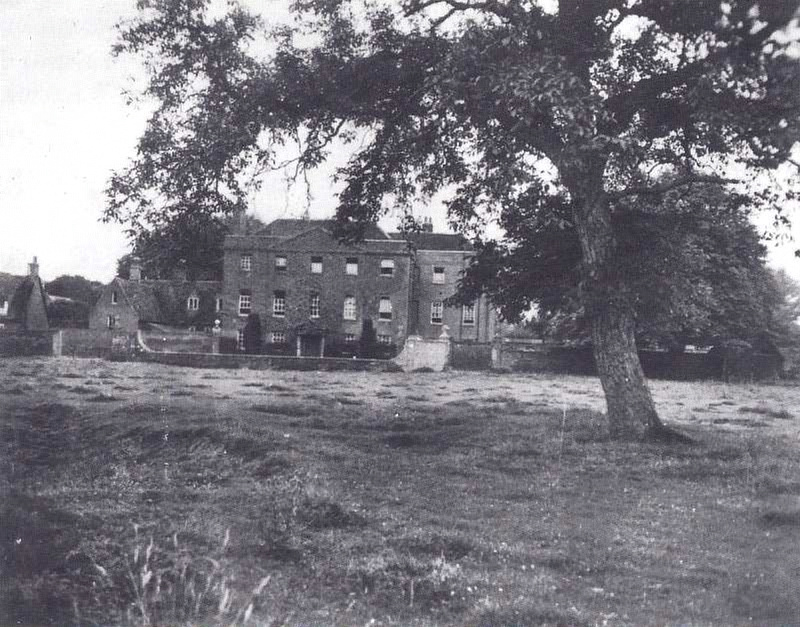
Der Landsitz Farm Hall

Farm Hall ist ein englischer Landsitz in der Nähe des Dorfes Godmanchester, 16 km nordwestlich von Cambridge in der Grafschaft Cambridgeshire. Während des Zweiten Weltkriegs nutzte der britische Geheimdienst das Gebäude zur Ausbildung von Agenten.
Bekannt wurde das Anwesen vor allem, weil hier im Rahmen der Operation Epsilon des britischen und US-amerikanischen Geheimdienstes vom 3. Juli 1945 bis zum 3. Januar 1946 zehn deutsche Kernphysiker interniert waren, deren Gespräche ohne ihr Wissen abgehört und protokolliert wurden, diese waren:
- Erich Bagge
- Kurt Diebner
- Walther Gerlach
- Otto Hahn
- Paul Harteck
- Werner Heisenberg
- Karl Wirtz
- Carl Friedrich von Weizsäcker
- Max von Laue
- Horst Korsching